# Belo, Šmarje pri Jelšah
Belo je naselje v Občini Šmarje pri Jelšah.